# Travma
Travma är den cypriotiska artisten Anna Vissis album som kom ut år 1997.

## Låtlista
1. Travma
2. Ekei
3. Drepome
4. Siga
5. Nase Kala
6. To Katalaves
7. Me Noiazei
8. Mavra Gialia
9. Eprepe
10. Apolito Keno
11. To Megalitero Souxe
12. Thanatos Ine E Agapi
13. Me Xalaei
14. Se Thelo Me Thelis
15. Se Thimame